# الشريف العقيلي
الشريف العقيلي (؟ - 450 هـ / ؟ - 1058 م) هو علي بن الحسين بن حيدرة بن محمد بن عبد الله بن محمد العقيلي، شاعر هاشمي ينتهي نسبه إلى علي بن أبي طالب (وقيل أنه ينسب إلى عقيل بن أبي طالب)، وهو من أبرز شعراء مصر في القرنين الرابع والخامس الهجريين.
ولد الشريف العقيلى في الفسطاط («مدينة مصر»)، وأقام بها أيام الفاطميين وتغنى بجمال طبيعتها، وكان له بساتين بها ومتنزهات، فأبدع ماعرف بالروضيات.

## شعره
اشتهر الشريف العقيلي بإجادته التشبيه وإكثاره من الاستعارات البيانية، وهو القائل: 
وفي شعره كثير من هذا الطراز.
وفي شعره أرجوزة طويلة ناقض فيها ابن المعتز في أرجوزته التي ذم فيها الصبوح ومدح الغبوق.